# I Want It All (canção de Queen)
"I Want It All" é uma canção da banda de rock britânica Queen. Foi lançada como trilha-sonora para o álbum The Miracle, lançado em maio de 1989. Embora tenha sido escrita pelo guitarrista Brian May , a letra foi creditada ao Queen como um todo, e alcançou o topo nas paradas na Europa, e também nos Estados Unidos. Teve como tema principal o protesto contra o apartheid na África do Sul. 
A inspiração para escrever a canção veio de Anita Dobson, esposa de Brian May que costumava dizer: "I want it all and I want it now" (Eu quero tudo e eu quero agora).
A música foi tocada no concerto de 20 de abril de 1992 no estádio Wembley, em homenagem a Freddie Mercury, com Roger Daltrey nos vocais

## Ficha Técnica
- Freddie Mercury - vocal
- Brian May - Guitarra, vocal, vocal de apoio
- Roger Taylor - bateria, vocal de apoio
- John Deacon - baixo
- David Richards - programação e engenheiro de áudio.[4]

## Desempenho nas paradas
| Parada (1989)                     | Melhor posição |
| --------------------------------- | -------------- |
| Austrália (ARIA)                  | 10             |
| Áustria (Ö3 Austria Top 75)       | 11             |
| Irlanda (IRMA)                    | 3              |
| Noruega (VG-lista)                | 4              |
| Nova Zelândia (Recorded Music NZ) | 3              |
| Países Baixos (Single Top 100)    | 2              |
| Reino Unido (UK Singles Chart)    | 3              |
| Suécia (Sverigetopplistan)        | 14             |
| Suíça (Schweizer Hitparade)       | 8              |